# Liancourt-Saint-Pierre
Liancourt-Saint-Pierre is een gemeente in het Franse departement Oise (regio Hauts-de-France) en telt 586 inwoners (1999). De plaats maakt deel uit van het arrondissement Beauvais.

## Geografie
De oppervlakte van Liancourt-Saint-Pierre bedraagt 12,5 km², de bevolkingsdichtheid is 46,9 inwoners per km².
De onderstaande kaart toont de ligging van Liancourt-Saint-Pierre met de belangrijkste infrastructuur en aangrenzende gemeenten.

## Demografie
Onderstaande figuur toont het verloop van het inwonertal (bron: INSEE-tellingen).